# Ołeksij Saśko
Ołeksij Wiktorowycz Saśko (ukr. Олексій Вікторович Сасько, ros. Алексей Викторович Сасько, Aleksiej Wiktorowicz Saśko; ur. 17 października 1970, zm. 21 grudnia 1992 w Dniepropietrowsku) – ukraiński piłkarz, grający na pozycji obrońcy lub pomocnika.

## Kariera piłkarska

### Kariera klubowa
Wychowanek klubu Dnipro Dniepropetrowsk, w drużynie rezerw którego występował w mistrzostwach drużyn rezerwowych. W 1990 rozpoczął karierę piłkarską w podstawowym składzie Dnipra. 2 marca 1992 roku debiutował w Wyszczej Lidze w meczu z Bukowyną Czerniowce (2:1). 21 grudnia 1992 razem z piłkarzem Dynama Kijów Stepanem Beca rozbił się w wypadku samochodowym w pobliżu lotniska w Dniepropietrowsku.

## Sukcesy i odznaczenia

### Sukcesy klubowe
- mistrz ZSRR spośród drużyn rezerwowych: 1991
- brązowy medalista Ukrainy: 1992

### Odznaczenia
- nagrodzony tytułem Mistrza Sportu ZSRR: 1990